# منطقه شمال غربی (کامرون)
منطقه شمال غربی (به لاتین: Northwest Region) یکی از منطقه‌های کامرون است منطقه شمال غربی ۱٬۷۲۸٬۹۵۳ نفر جمعیت دارد.

## نگارخانه

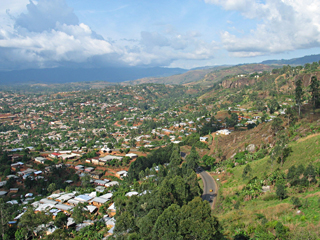